# Antti Pihlström
Antti Pihlström (ur. 22 października 1984 w Vantaa) – fiński hokeista, reprezentant Finlandii, olimpijczyk.

## Kariera
- Kiekko-Vantaa U16 (1999-2000)
- Jokerit U16 (2000-2001)
- Jokerit U18 (2001-2002)
- Jokerit U20 (2002)
- Blues U20 (2002-2005)
  -  Suomi U20 (2004, 2005)
- Blues (2003-2005)
- SaiPa (2005-2006)
- HPK (2006-2007)
- Nashville Predators (2007-2009)
  -  Milwaukee Admirals (2007-2009)
- Färjestads BK (2009-2010)
- JYP (2010-2011)
- Saławat Jułajew Ufa (2011-2015)
- Columbus Blue Jackets (2015)
- CSKA Moskwa (2015-2016)
- Fribourg-Gottéron (2016)
- Jokerit (2016-2021)
- HPK (2021-2024)
- Jokerit (2024-)

Wychowanek klubu EVU. Jest zawodnikiem rosyjskiej drużyny Saławat Jułajew Ufa występującej w rozgrywkach KHL. W marcu 2013 roku przedłużył kontrakt z klubem o dwa lata. Odszedł z klubu Saławat z końcem kwietnia 2015. We wrześniu 2015 był bez powodzenia testowany przez Columbus Blue Jackets w lidze NHL na zasadzie próby. Od października 2015 zawodnik CSKA Moskwa. Od września 2016 zawodnik szwajcarskiego Fribourg-Gottéron. Od października 2016 ponownie zawodnik Jokeritu. W kwietniu 2018 przedłużył kontrakt z klubem o trzy lata. Po sezonie 2020/2021 opuścił klub. Pod koniec sierpnia 2021 ogłoszono jego transfer do HPK. W listopadzie 2024 powrócił do macierzystego Jokeritu.
Uczestniczył w turniejach mistrzostw świata w 2008, 2010, 2011, 2012, 2013, 2015, 2017 oraz zimowych igrzysk olimpijskich 2014.

## Sukcesy
Reprezentacyjne
- Brązowy medal mistrzostw świata: 2008
- Złoty medal mistrzostw świata: 2011
- Brązowy medal zimowych igrzysk olimpijskich: 2014
- Srebrny medal mistrzostw świata: 2016

Klubowe
- Brązowy medal mistrzostw Finlandii: 2007 z HPK, 2010 z JYP
- Złoty medal mistrzostw Rosji / KHL / Puchar Gagarina: 2011 z Saławatem Jułajew Ufa
- Srebrny medal mistrzostw Rosji: 2014 z Saławatem Jułajew Ufa

Indywidualne
- SM-liiga (2010/2011):
  - Drugie miejsce w klasyfikacji strzelców w sezonie zasadniczym: 30 goli[13]
  - Szóste miejsce w klasyfikacji kanadyjskiej w sezonie zasadniczym: 53 punkty[14]
  - Czwarte miejsce w klasyfikacji +/- w sezonie zasadniczym: +24[15]